# ヴィオラ協奏曲
ヴィオラ協奏曲（ヴィオラきょうそうきょく）は、ヴィオラを独奏楽器とする協奏曲である。
初期のものでは、ゲオルク・フィリップ・テレマンのト長調 TWV 51:G9や、カール・シュターミッツのものが知られている。高度な演奏技巧が要されるようになったのは後年のことであり、この時代に作曲されたモーツァルトのヴァイオリンとヴィオラのための協奏交響曲なども演奏において超絶技巧を要求していない。
ヴィオラ協奏曲は、ピアノ協奏曲やヴァイオリン協奏曲に比べると有名曲は少ない。また、ヴィオラ奏者の中には、もともとヴァイオリン奏者を目指していたが後にヴィオラに転向した（あるいはさせられた）という者が多い。ベートーヴェンやバッハはヴィオラをよく弾いたが、独奏協奏曲は残していない（後者にはヴィオラを用いた協奏曲として『ブランデンブルク協奏曲第6番』があるが、これは独奏協奏曲ではない）。
しかし20世紀以降は状況が変わり、ライオネル・ターティスを先駆者として優れた演奏家が登場し、他の楽器のための作品がヴィオラ用に編曲される（たとえばエドワード・エルガーのチェロ協奏曲など）だけでなく、ウィリアム・ウォルトンの協奏曲やパウル・ヒンデミットの協奏作品（自身も優れた奏者であった）を皮切りに、ヴィオラのための協奏曲あるいはその他の作品が数多く作曲されている。作曲家、音楽学者の柴田南雄は、20世紀の作曲家が、バロックからロマン派に至るまで極端に作品が少ないことに目を付けたために飛躍的に作品が書かれたと指摘している。
また、自身がヴィオラ奏者であったアンリ・カサドシュはヘンデルやJ・C・バッハの名を騙った偽作を発表している。

## 主な作品
（作曲者の生年順に並べている）
- テレマン - ヴィオラ協奏曲ト長調 TWV 51:G9
- イジー・アントニン・ベンダ - ヴィオラ協奏曲ヘ長調（1775頃）
- ヨハン・クリスティアン・バッハ - ヴィオラ協奏曲ハ短調（アンリ・カザドシュによる偽作）
- ヴァンハル - ヴィオラ（またはバスーン）協奏曲ハ長調、ヘ長調
- カール・シュターミッツ - ヴィオラ協奏曲ニ長調、イ長調、ハ長調
- アントン・シュターミッツ - ヴィオラ協奏曲変ロ長調
- ホフマイスター - ヴィオラ協奏曲1番ホ長調、ヴィオラ協奏曲2番ニ長調
- ロッラ（英語版） - 10曲以上のヴィオラ協奏曲を書いている。
- フンメル - ヴィオラと管弦楽のためのポプリ op.94
- ウェーバー - 民謡の主題による6つの変奏 ハ長調 Op.49、アンダンテとハンガリー風ロンド ハ短調 Op.35
- ベルリオーズ - 交響曲「イタリアのハロルド」op.16
- ブルッフ - ロマンツェ op.85
- フォーサイス - ヴィオラ協奏曲ト短調
- ヴォーン・ウィリアムズ - 「野の花」、ヴィオラと管弦楽のための組曲
- ジョンゲン - ヴィオラと管弦楽のための組曲 op.48、序奏と舞曲 op.102
- ホルスト - 抒情的断章
- ブロッホ - ヴィオラと管弦楽のための組曲、ヘブライ組曲
- バルトーク - ヴィオラ協奏曲 Sz. 120（未完）（1945年）
- バックス - ヴィオラと管弦楽のための幻想曲
- ボウエン - ヴィオラ協奏曲ハ短調 op.25
- マルタン - バラード（ヴィオラ、管楽合奏、打楽器とハープのための）
- マルティヌー - ラプソディー・コンチェルト
- ニューストレム - ヴィオラ協奏曲「フランスへのオマージュ」
- ミヨー - 夏の小協奏曲 Op.311、ヴィオラ協奏曲1番 Op.108、ヴィオラ協奏曲2番 Op.340
- ルーセンベリ - ヴィオラ協奏曲（1942/64年版は弦楽合奏伴奏、1945年版は管弦楽伴奏）
- ピストン - ヴィオラ協奏曲（1957年）
- ヒンデミット - 室内音楽5番 Op36-4（1927年）、ヴィオラと大室内管弦楽のための協奏音楽（1930年）、ヴィオラ協奏曲「白鳥を焼く男」（1935年）、「葬送音楽（1936年）」（ヴィオラと弦楽合奏）
- ジェイコブ - ヴィオラ協奏曲（1925年）、同第2番（1979年）
- ポーター - ヴィオラ協奏曲（1948年）
- ヴィリー・ブルクハルト - ヴィオラ協奏曲 Op.93（1953/54年）
- ラッブラ - ヴィオラ協奏曲イ長調 Op75
- シェルイ - ヴィオラ協奏曲、ヴィオラと管弦楽のための狂詩曲
- トマジ - ヴィオラ協奏曲
- ウォルトン - ヴィオラ協奏曲（1929年）
- ブラッハー - ヴィオラ協奏曲（1954年）
- ロペス＝グラサ - ヴィオラ協奏曲
- ロージャ - ヴィオラ協奏曲 Op.37（1979年）
- サイグン - ヴィオラ協奏曲（1977年）
- ラーション - ヴィオラと弦楽合奏のためのコンチェルティーノop.45-9
- バツェヴィチ - ヴィオラ協奏曲（1968年）
- ホルンボー - 室内協奏曲第5番 op.31（1943年）
- ホヴァネス - ヴィオラと弦楽のための協奏曲「タリン」Op. 93-1（1951年–1952年）
- ペッテション - ヴィオラ協奏曲（未完補筆完成）（1979年）
- フランセ - ヴィオラと管弦楽のための狂詩曲（1946年）
- ブリテン - 「ラクリメ―ダウランドの歌曲の投影」Op.48（ヴィオラと弦楽合奏）（1950/76年）
- モートン・グールド - ヴィオラ協奏曲（英語版）（1943年）
- ベルント・アロイス・ツィンマーマン - ヴィオラと25楽器奏者のためのアンティフォネン（1961年）
- アーノルド - ヴィオラ協奏曲（1971年）
- 別宮貞雄 - ヴィオラ協奏曲（1971年）
- ルチアーノ・ベリオ - 「シュマンII」ヴィオラと9楽器のための（1967年）、「シュマンIII」ヴィオラ,9楽器,管弦楽のための（1968年）「ヴォーチ」（声）（1984年）
- エシュパイ - ヴィオラ協奏曲
- フェルドマン - わが人生のヴィオラIV（1971年）
- クルターク - ヴィオラと管弦楽のためのムーヴメント（1954年）
- ヘンツェ - 「コンパス―内なる問いの拍節」（1970年）
- デニソフ - ヴィオラ協奏曲（1986年）
- ルカーシュ - ヴィオラ協奏曲（1983年）
- 湯浅譲二 - 「啓かれた時」（1986年）
- ボグスワフ・シェッフェル - ヴィオラ協奏曲（1997年）
- 武満徹 - 「ア・ストリング・アラウンド・オータム」（1989年）
- ソフィア・グバイドゥーリナ - ヴィオラ協奏曲（1996年）
- 林光 - ヴィオラ協奏曲「悲歌」（1995年）
- ジョン・ウィリアムズ - ヴィオラ協奏曲（2009年）
- ノアゴー - 子供の思い出を（ヴィオラと室内オーケストラのための協奏曲）
- スルール・アービング・グリック - ヴィオラと弦楽のための協奏曲
- ペンデレツキ - ヴィオラ協奏曲（オランダ語版）（1983年）
- シュニトケ - ヴィオラ協奏曲（1985年）、モノローグ（1989年）
- スタホフスキ - ヴィオラ弦楽のための協奏曲（1998年）
- バーゴン（英語版） - ヴィオラ協奏曲「ゴースト・オヴ・ダンス」
- ブライアン・ファーニホウ - Incipits（1996年）
- ノルドグレン - ヴィオラ協奏曲第1番 op.12、第2番 op.48、第3番 op.68
- エトヴェシュ - レプリカ（1998年）
- スティーヴン・R・ゲルバー - ヴィオラ協奏曲
- プティジラール - ヴィオラと管弦楽のためのディアローグ
- ヴォルフガング・リーム - ヴィオラ協奏曲（1979-83年）、ヴィオラ協奏曲2番 Über die Linie  IV（2000-02年）
- ビーミッシュ - ヴィオラ協奏曲第1番、第2番「船乗り」
- ミカエル・ジャレル - From the Leaves of Shadow（1991年）,Emergences-Résurgences（2016年）
- ペテル・マハイジック - 波の後ろ (ヴィオラと弦楽オーケストラ) (2016年)     ()
- オルガ・ノイヴィルト - Renants of Songs...An Amphigory（2009年）
- 小野貴史 - ヴィオラ・ソロパートを伴うオーケストラのための「光とともに西へこそ行け」
- イェルク・ヴィトマン - ヴィオラ協奏曲（2015年）
- 川上統 - キュベレイ